# Tuki (langue)
Pour les articles homonymes, voir Batschenga et Tuki.
Le tuki (ou bacenga, baki, batchenga, betsinga, betzinga, ki, oki, osa nanga, sanaga) est une langue bantoue et Beti parlée au Cameroun, dans la Région du Centre, le département du Mbam-et-Inoubou, le long de la Sanaga, au nord de Sa'a, et entre Ombessa et Ntui. On le parle aussi dans quelques villages du département du Mbam-et-Kim.
En 1982, le nombre de locuteurs était estimé à 26 000.